# Ernst Ellendt
Johann Ernst Ellendt, född 18 februari 1803 i Kolberg, död den 27 april 1863 i Königsberg, var en tysk skolman. Han var bror till Friedrich Theodor Ellendt.
Ellendt var direktor vid ett av Königsbergs gymnasier och utarbetade bland annat Loci paralleli ad Homeri carmina (1874 ff.).